# Museu do Telefone Marechal Rondon
Museu do Telefone Marechal Rondon é um museu brasileiro localizado em Campo Grande, no Mato Grosso do Sul. O museu pertence à Brasil Telecom.
Criado em 1984, nome dado em homenagem ao Patrono das comunicações. O museu possui um acervo com: aparelhos telefônicos antigos, acessórios, listas telefônicas e banners com uma sinapse dos recursos. Conta a história da implantação das telecomunicações no Estado, através de objetos e fotografias. Está localizado na sede da Brasil Telecom, na Rua Tapajós, 660, no bairro Cruzeiro.